# راي روسون
راي روسون هو سياسي أمريكي، ولد في 2 نوفمبر 1940 في ساندي في الولايات المتحدة. نشط حزبياً في الحزب الجمهوري.